# C7orf33
C7orf33 (англ. Chromosome 7 open reading frame 33) – білок, який кодується однойменним геном, розташованим у людей на 7-й хромосомі. Довжина поліпептидного ланцюга білка становить 177 амінокислот, а молекулярна маса — 19 475.
| 10         |  | 20         |  | 30         |  | 40         |  | 50         |
| ---------- |  | ---------- |  | ---------- |  | ---------- |  | ---------- |
| MQVEVQSLSL |  | EECPWRLPGP |  | QCECEALLPS |  | GARRRIDLRL |  | SGRAVAVWVH |
| VRGGPGQFNL |  | SYATGRHKKP |  | NPHQNMNRGM |  | EFIAPVSAPT |  | KSGAPWHFLS |
| QGPTDAQRAV |  | RIRPGTRMGL |  | SSDPVVGTLS |  | SSYLDLLTLS |  | YKPGRTVTSS |
| YLNVRGHEVR |  | KLQNSVEATR |  | ISRTDSS    |  |            |  |            |

A: Аланін

C: Цистеїн

D: Аспарагінова кислота

E: Глутамінова кислота

F: Фенілаланін

G: Гліцин

H: Гістидин

I: Ізолейцин

K: Лізин

L: Лейцин

M: Метіонін

N: Аспарагін

P: Пролін

Q: Глутамін

R: Аргінін

S: Серин

T: Треонін

V: Валін

W: Триптофан